# René Berger

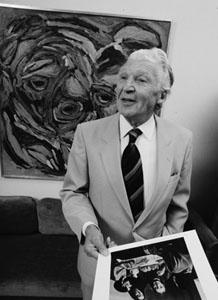

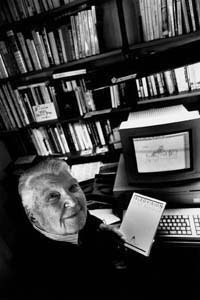

René Berger (Bruselas, Bélgica, 29 de abril de 1915 - Lausana, Suiza, 29 de enero de 2009) fue un escritor y ensayista suizo.

## Teorías de René Berger

### Telerrealidad
René Berger ofreció en los años 70 un análisis interesante de los distintos factores que participan en la determinación de los lenguajes televisivos. Hace estudios sobre los medios audiovisuales. Berger propone distinguir qué es lo propio de la TV frente a cualquier otro medio.
Todos los MMCC están sometidos a una triple constricción: temporal, espacial y simbólica. Para que un mensaje llegue a su destinatario debe superar la distancia que separa al emisor del receptor; esta operación exige siempre un tiempo mínimo, que no coincidirá jamás con el hecho. De ahí la necesidad de traducirlo a acto de lenguaje por medio de símbolos lingüísticos o icónicos. El mensaje necesita también de un soporte material para conservarse intacto durante su propagación por el espacio y el tiempo.
La televisión anula el tiempo y el espacio; sustituye el papel y los caracteres móviles de la tipografía por el haz de electrones y la pantalla luminosa. Hay un carácter absolutamente inmediato entre lo que acontece y lo que recibimos. No es propio de la TV dar una permanencia a sus mensajes: se desvanecen a medida que se suceden en la pantalla.
Si se rompen las barreras temporales y espaciales.
Con una carta, podemos parar de leer, releer, cuestionar, dudar de su veracidad. Sitúa al lector a una cierta distancia que le permite ser más distante respecto de sus contenidos.
Las imágenes de la TV poseen una capacidad extraordinaria para que desarrollemos una fe en lo visto, basada en la ausencia de la distancia crítica, causada por la inmediatez del mensaje.
En las retransmisiones en directo, la percepción de realidad es igual a la que tiene la situación en vivo. Cientos de millones pueden observar contemporáneamente el mismo acontecimiento mientras sucede.
La TV lleva a cabo la empresa nunca vista de hacer coincidir lo verdadero, lo imaginario y lo real en la punta extrema del presente.
Hemos modificado el origen de nuestro conocimiento con base en un contrato de confianza con los medios. Un pacto de confianza casi instintivo debido a la naturaleza de la imagen.
La cantidad de tiempo dedicado al presente en la TV es mayor a la dedicada al pasado.
Aún no se ha medido la influencia sociológica de la potencia del medio televisivo.
El sujeto no es sólo un receptor, sino un ser que desea.
Los seres humanos construimos nuestra trayectoria vital a partir de la confrontación entre el placer (lo que deseamos) y la realidad. Esto nos lleva a buscar la obtención del placer, a reprimir los deseos o a canalizarlos.
Berger defiende que la realidad que nos llega a través de la TV no es la realidad pura, sino que tiene un porcentaje fantasmático, es una realidad contaminada.
La TV, aparte de la moda, también transmite patrones de cuerpos bellos, alejados de la realidad diaria.
Aunque las personas de la TV son reales, el conjunto que forman, el porcentaje tan elevado de formas bellas, no lo es.
Si quiero decidir sobre mi apariencia me confrontaré con el espejo. Si en este juego de confrontaciones entra el tercer término de la realidad presentada por el medio televisivo, la voluntad de cada uno se ve influida por los modelos físicos y psíquicos de la televisión.
Por ejemplo, una persona sana en el siglo XVIII podía consistir en alguien que comiera mucho.
Las imágenes medievales de monstruos formaban una realidad para las personas de aquella época que las reprimían de cometer pecados.
Analogía entre la dinámica de la comunicación televisiva y la dinámica del dinero. Los billetes los deseamos para obtener otras cosas, no por ellos en sí. Son una mediación entre lo que yo quiero y la realidad.
En el espacio de lo mediático no existe la cosa en sí, el referente, la realidad.
De la misma manera que confiamos en el valor de un billete, confiamos en el valor de las imágenes. Ningún disco se parece a un concierto en directo.
Ejemplos de modificación de la realidad: el zum sobre el avión de la segunda torre, Blow Up, etc.
Algunos sentimos una pulsión hacia la acumulación de dinero, solo por la idea de poseer.
El hiperactivo campo de la publicidad (que forma parte de la realidad) excita nuestros deseos. Desde un mensaje podemos ir hacia la realidad (comprar los pantalones) o quedarnos en ese territorio.
Según Berger, la mecánica por la que se excita el deseo en los medios audiovisuales puede tener una finalidad equilibradora, pues ese mundo de imágenes fantástico se asemeja mucho a los sueños que necesitamos para vivir.
Según el psicoanálisis, los sueños cumplen tres funciones principales: 1) garantizan la regulación de las excitaciones exteriores y de 2) las preocupaciones que se producen durante el día y, sobre todo, 3) garantizan la regulación de las pulsiones insatisfechas que, por haber sido expulsadas, tratan de manifestarse constantemente (p. 234).
Los sueños son una abstracción del mundo, mientras que la TV nos inserta en el mundo, en la realidad.
No sólo tendemos a identificarnos con aquello que se asemeja a nosotros, sino también con aquello que deseamos ser.
La TV, a través de un mensaje, puede llevarnos a buscar en la realidad aquello que en los sueños regulan nuestras pulsiones insatisfechas.
Éste es un enfoque positivo de los efectos de la televisión.
Elementos que juegan en esta teoría: el principio de realidad, el principio del placer, y un mundo de imágenes que pasa por realidad pero no se corresponde con ella.
Sobre la distinción entre apocalípticos e integrados (Umberto Eco), términos donde se incluyen la mayoría de los estudios sobre la teoría sociológica de la televisión.